# Point of Replacement
Point of Replacement oder Point of Reorder (POR) was so viel bedeutet wie „der Punkt, bei dem wieder bestellt werden soll“, ist also ein Meldebestand.
Bei dieser Systemart der Materialwirtschaft ist beispielsweise die Lochkarte der wichtigste Bestandteil der Lagerverwaltung. Die Lochung der Lochkarte stellt in der Regel die Artikelnummer dar. Die Karte selbst ist mit diversen Informationen versehen wie z. B. der Artikelnummer, dem Preis, der Artikelfarbe und weitere; diese Daten werden oft aufgeklebt. Meistens ist entsprechend der Artikelmenge mindestens eine gleiche Anzahl von Lochkarten vorhanden, wobei sich diese in Form, Farbe oder Beschriftung unterscheiden können. Vor allem die Unterscheidung in der Farbe der Lochkarte dient zur einfachen Kenntlichmachung des Erreichens eines Mindestbestandes bzw. des letzten Artikels dieses Produktes im Sortiment.

## Nutzung
Wird eine Karte entnommen, so wird diese an einer zentralen Stelle abgelegt, so dass der Artikel nachbestellt werden kann. Diese liest man mit einem Kartenlesegerät in den Computer ein und bestellt den Artikel neu. Hierbei errechnet der Computer aus der maximalen Lagerzeit und der verkauften Menge die neue Bestellmenge. Oft wird in der Nachbestellung aber auch eine Artikelmenge nach Gefühl/Erfahrung in Auftrag gegeben, dies ist allerdings sehr risikobehaftet denn die bestellten Artikel müssen natürlich bezahlt werden und können ggf. vor dem Abverkauf z. B. ablaufen.

## Einsatzort Apotheke
In der Apotheken-Materialwirtschaft sind die ABDA-Lochkarten der wichtigste Bestandteil, sofern nicht PoS genutzt wird. Die Karte steckt im Schub jeweils vor einem Medikament. Eine ABDA-Karte unterstützt nur sieben Zeichen und enthält in diesem Sinne die Pharmazentralnummer. Da die Pharmazentralnummer auf acht Zeichen erweitert wurde, können künftig keine ABDA-Karten mehr eingesetzt werden, wo die achtstellige Artikelnummer nicht mit einer null beginnt. Wenn ein Artikel nicht mehr vorhanden ist, so befindet sich im Kärtcheneinschub eine (letzte) gelbe Karte die das Auffinden des Lagerortes im Register/Hauptalphabet vereinfacht und auch gleichzeitig eine nötige Nachbestellung signalisiert.

## Vorteile
- Bei einem möglichen Computerausfall muss die Arbeit nicht unterbrochen werden.
- Lediglich bei der Bestellung ist eine Dateneingabe notwendig.

## Nachteile
- Es ist nie der genaue Lagerbestand bekannt.
- Es gibt womöglich Probleme bei einer Inventur.
- Ein EDV-System kann nicht schnell genug auf mögliche Bestandsänderungen reagieren (z. B. automatische Nachbestellungen).
- Statistische Auswertungen sind ungenau (z. B. Stoßzeiten von Abverkäufen oder Ermittlung von benötigten/geplanten Nachbestellungen und Mengen).